# 拟角萼翠雀花
拟角萼翠雀花（学名：Delphinium ceratophoroides）是毛茛科翠雀属的植物，是中国的特有植物。分布在中国大陆的西藏等地，生长于海拔3,200米的地区，见于高山草地，目前尚未由人工引种栽培。